# Australia en la Copa Mundial de Rugby de 1995
Los Wallabies fueron una de las 16 naciones participantes de la Copa Mundial de Rugby de 1995, que se realizó en Sudáfrica.
Es la peor participación australiana durante el siglo XX y durante el amateurismo. No obstante, los años 1990 fueron la mejor era de toda su historia.

## Plantel

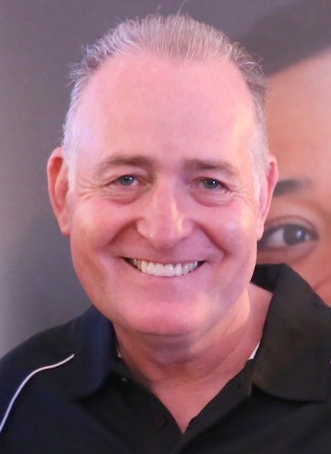
Fue el último mundial de Campese.

Dwyer (54 años) fue el entrenador en jefe, repitiendo la edición anterior.
Los partidos de prueba son hasta antes del inicio del mundial y las edades corresponden al último partido de Australia, el 11 de junio.
|                       | Jugador            | Edad    | Posición      | Pruebas | Equipo                   |
| --------------------- | ------------------ | ------- | ------------- | ------- | ------------------------ |
| Hookers y Pilares     |                    |         |               |         |                          |
| 1                     | Dan Crowley        | 29 años | Pilar         | 9       | Queensland Reds          |
|                       | Tony Daly          | 29 años | Pilar         | 39      | Randwick DRUFC           |
|                       | Michael Foley      | 28 años | Hooker        | 0       | Queensland Reds          |
|                       | Mark Hartill       | 31 años | Pilar         | 17      | New South Wales Waratahs |
| 2                     | Phil Kearns        | 27 años | Hooker        | 39      | New South Wales Waratahs |
| 3                     | Ewen McKenzie      | 29 años | Pilar         | 40      | New South Wales Waratahs |
| Segundas líneas       |                    |         |               |         |                          |
| 5                     | John Eales         | 24 años | Segunda línea | 25      | Queensland Reds          |
| 4                     | Rod McCall         | 31 años | Segunda línea | 37      | Queensland Reds          |
|                       | Warwick Waugh      | 26 años | Segunda línea | 1       | Randwick DRUFC           |
| Alas y Octavos        |                    |         |               |         |                          |
|                       | Troy Coker         | 30 años | Octavo        | 16      | Queensland Reds          |
| 8                     | Tim Gavin          | 31 años | Octavo        | 38      | New South Wales Waratahs |
|                       | Daniel Manu        | 25 años | Ala           | 0       | New South Wales Waratahs |
| 6                     | Viliami Ofahengaue | 27 años | Ala           | 21      | New South Wales Waratahs |
|                       | Ilivasi Tabua      | 30 años | Ala           | 8       | Queensland Reds          |
| 7                     | David Wilson       | 28 años | Ala           | 24      | Queensland Reds          |
| Medios scrum          |                    |         |               |         |                          |
| 9                     | George Gregan      | 22 años | Medio scrum   | 6       | Brumbies                 |
|                       | Peter Slattery     | 30 años | Medio scrum   | 15      | Queensland Reds          |
| Aperturas y Centros   |                    |         |               |         |                          |
|                       | Scott Bowen        | 22 años | Apertura      | 3       | New South Wales Waratahs |
|                       | Daniel Herbert     | 21 años | Centro        | 67      | Queensland Reds          |
| 12                    | Tim Horan          | 25 años | Centro        | 33      | Queensland Reds          |
| 13                    | Jason Little       | 24 años | Centro        | 33      | Queensland Reds          |
| 10                    | Michael Lynagh     | 31 años | Apertura      | 69      | Benetton Rugby Treviso   |
| Fullbacks y Wings     |                    |         |               |         |                          |
| 15                    | Matt Burke         | 22 años | Fullback      | 6       | New South Wales Waratahs |
| 11                    | David Campese      | 32 años | Wing          | 88      | New South Wales Waratahs |
|                       | Matt Pini          | 26 años | Fullback      | 6       | Queensland Reds          |
|                       | Joe Roff           | 19 años | Wing          | 0       | Brumbies                 |
| 14                    | Damian Smith       | 26 años | Wing          | 13      | Queensland Reds          |
| Entrenador: Bob Dwyer |                    |         |               |         |                          |

## Participación
Australia integró el grupo A junto a Canadá, los anfitriones Springboks y Rumania. Clasificaron segundos tras caer ante Sudáfrica en el partido inaugural y vencer a los restantes.
La prueba clave fue contra Sudáfrica, del entrenador Kitch Christie y los alineados: Balie Swart, Hannes Strydom, el capitán Francois Pienaar, Joost van der Westhuizen, Hennie le Roux y James Small. Los Springboks aprovecharon su excelente condición física (que habían preparado específicamente) para someter defensivamente a los oceánicos, los forzaron a cometer más penales y ganaron 27 a 18.

### Fase final
En los cuartos enfrentaron a la Rosa, repitiendo la última final, quienes venían de eliminar a la Argentina, eran dirigidos por Jack Rowell y formaban con: Brian Moore, Martin Bayfield, la estrella Dean Richards, Dewi Morris, el capitán Will Carling y Rory Underwood.
En un tenso encuentro que llegó a tiempo extra, una pelota robada permitió que el apertura Rob Andrew marcará un drop a 45 metros del in-goal, para la primera victoria inglesa fuera del hemisferio norte y el pase a semifinales.